# AMX-30
AMX-30 je glavni borbeni tenk koji je projektirala francuska tvrtka GIAT, a čiji je prvi naručitelj i korisnik bila francuska vojska 1966. godine. Razvijan je usporedno s njemačkim Leopard 1. Prvih 5 tenkova je predano 501. Régiment de Chars de Combat (tenkovska pukovnija) u kolovozu 1966. godine. Proizvodna inačica tenka AMX-30 je zbog povećanja pokretljivosti težila 36 tona, ali je zbog toga žrtvovana oklopna zaštita. Francuzi su važnost pokretljivost tenka stavljali ispred oklopne zaštite. Vjerovali su da ako tenk bude pretežak, da će unatoč svom tom silnom oklopu biti ranjiviji zbog premale pokretljivosti. Manjak oklopne zaštite su pokrili većom brzinom i manjim dimenzijama tenka, uključujući i visinu od 2,28 metara. Glavno naoružanje je činio 105 mm top, koji ispaljuje visoko-eksplozivne protutenkovske granate znane kao Obus G. Tenk pokreće 720 KS (540 kW) snažan HS-110 dizelski motor koji omogućuje maksimalnu brzinu od 65 km/h. Snaga se prenosi uz pomoć pomalo problematične transmisije koja utječe na ukupne performanse tenka.
Zbog problema uzrokovanih nepouzdanom transmisijom, 1979. Francuska vojska je počela modernizaciju svojih tenkova na standard AMX-30B2. Modernizacija je uključivala novu transmisiju, poboljšan motor i uvođenje novog stabiliziranog kinetičkog penetratora i još neka poboljšanja. Proizvodnja tenka AMX-30 je također proširena na razne inačice i izvedbe, uključujući AMX-30D (oklopno vozilo za popravke), AMX-30R (protuzrakoplovni raketni sustav), AMX-30H (nosač mosta), lanser Pluton taktičkih nuklearnih raketa, lanser za rakete zemlja-zrak i mnoge druge.
Prethodnici AMX-30 su bila dva poslijeratna francuska srednje teška tenka, uključujući ARL 44. Iako je ARL 44 bio prijelazni tenk, razvoj njegovog nasljednika, tenka AMX-50 je zaustavljen sredinom 1950-ih u korist uvođenja u službu M47 Patton tenkova. Godine 1956. Francuska vlada je ušla u združeni projekt razvoja novog standardnog tenka zajedno s Njemačkom i Italijom. Iako su se ove tri zemlje dogovorile oko karakteristika koje bi novi tenk trebao imati, obje države, Francuska i Njemačka su počele raditi na osobinama prototipa s namjerom testiranja osobina i kombiniranjem najboljih rezultata. No, projekt je propao zato što njemačka strana nije htjela prihvatiti francuski 105 mm tenkovski top, a francuska strana je odlučila da će odgoditi proizvodnju do 1965. godine. Kao rezultat propalih pregovora, obje strane su odlučile napraviti tenkove na osnovi svojih prototipova. Njemački tenk je postao Leopard 1, dok je francuski postao AMX-30.
Početkom 1969., tenk AMX-30 i neke njegove inačice je naručila Grčka, kojoj se kasnije pridružila i Španjolska. Daljnjih godina AMX-30 je izvezen u Saudijsku Arabiju, Venezuelu, Katar, Ujedinjene Arapske Emirate, Cipar i Čile. Do kraja proizvodnje napravljeno je ukupno 3.571 primjerak tenka AMX-30 i njegovih inačica. Španjolska i Venezuela su kasnije počele opsežne programe modernizacije kako bi produljile operativni vijek svojih vozila dovođenjem na moderniji standard. U Zaljevskom ratu 1991., AMX-30 su bili u sastavu francuske i katarske vojske gdje su sudjelovali u borbama protiv iračkih snaga. No, do danas su Francuska i većina ostalih država korisnica zamijenili svoje AMX-30 s modernijim tenkovima.

## Povijest i pozadina razvoja
Premda je njemačka okupacija Francuske tijekom Drugog svjetskog rata privremeno omela i onemogućila razvoj borbenih oklopnih vozila, skrivena istraživanja su omogućila Francuskoj da veoma brzo nakon svojeg oslobođenja sredinom 1944. nadoknadi izgubljeno vrijeme. Tijekom okupacije Francuska je tajno radila na oklopnom programu koji je 1944. preuzela državna tvornica Atelier de Construction de Rueil (skraćeno ARL), čiji je daljnji razvoj programa u svojim pogonima rezultiralo projektiranjem i proizvodnjom tenka ARL 44, čija je proizvodnja pokrenuta 1946. Tenk je pokretao Maybach HL-230 motor snage 575 KS (429 kW) i bio je naoružan s 90 mm tenkovskim topom. Iako je 48 tona teško vozilo bilo usporedivo s tadašnjim borbenim tenkovima u vatrenoj moći i snazi motora, imao je izrazite nedostatke uključujući zastarjele gusjenice. Iako je bilo planirano proizvesti 600 primjeraka, konačan broj proizvedenih do 1950. je bio 60 primjeraka. Iste godine su isporučeni 503. tenkovskoj pukovniji francuske vojske. S obzirom na to da je ARL 44 od samog početka razvoja smatran samo kao prijelazni tenk, rad na novom tenku je započeo već u ožujku 1945.
Razvoj novog tenka je ponuđen petorici različitih proizvođača, uključujući Atelier de Construction d'Issy-les-Moulineaux (AMX), Forges et Chantiers de la Méditerranée (FCM), Renault, Societe Lorraine de Dietrich (SLD-Lorraine) i Societé d'Outillage Mécanique et d'Usinage d'Artillerie (SOMUA). Novo vozilo je bazirano na poslijeratnim potrebama za jednim borbenim tenkom. Novo vozilo je označeno kao AMX-50 i njegova šasija i suspenzija su bili slični onima na njemačkom Panther tenku, kojeg je rabila francuska vojska odmah nakon Drugog svjetskog rata. Specifikacije francuske vlade za novi tenk su bile pod jakim utjecajem njemačkog tenka Panther i težeg Tiger I. Francuska vojska je izričito htjela tenk s razinom oklopne zaštite starijih tenkova i vatrenom moći modernih tenkova. Premda je dizajn posuđen s njemačkog tenka, uključujući Maybach 1000 KS (750 kW) snažan motor baziran na ranijem modelu i torzijske poluge osovinskih kotača, AMX-50 posjeduje i nekoliko originalnih značajki. Na primjer, AMX-50 ima oscilirajuću kupolu koja se sastoji od dva dijela, od kojih je jedan postavljen na oslonac donjeg dijela, pričvršćen na prsten kupole. Glavni top je postavljen na gornji dio, olakšavajući elevaciju i depresiju topa, a isto tako pojednostavljuje opremu sustava upravljanja paljbom i instalaciju sustava automatskog punjača topa. Od tri konstruktora, Renault se povukao iz programa, dok je početkom 1946. francuska vlada odabrala AMX i SOMUA za daljnji razvoj. Prototipovi su određeni kao M4 i AMX je dovršio svoj prototip 1949., dok SOMUA nije bila gotova do 1956. godine. AMX-ov prvi prototip je bio naoružan s 90 mm topom, dok je drugi prototip u srpnju 1950. bio opremljen većim 100 mm topom. Iako je bilo namjere da se AMX-50 pusti u proizvodnju kao standardni srednji tenk Zapadnoeuropske unije, zbog financijskih razloga i dolaska vojne pomoći iz SAD-a u obliku isporuke 856 M47 Patton tenkova originalni projekt je zaustavljen. 1951. godine odlučeno je da se program uklopi s projektom razvoja teškog tenka s još većim 120 mm tenkovskim topom; iako su napravljena tri prototipa, ovaj projekt je također napušten 1956. godine, uglavnom zbog neuspjeha u razvoju dovoljno jakog motora.
Francuska je projekt AMX-50 tenka 1951. privremeno službeno napustila kao i plan proizvodnje srednjeg tenka. Očekivalo se da će Zapadna Njemačka uskoro dobit dopuštenje da se ponovno naoruža i Nijemci su počeli preuzimati opremanje svojih oružanih snaga s gomilanjem jeftinijih lakih, ali relativno snažnih srednjih tenkova. Plan isporuke više tisuća takvih tenkova Nijemcima je uključivao i da Francuska usvoji ideju i plan stvaranja lakih tenkovskih "Type 67" oklopnih divizija, za koje je AMX-13/105 posebno namijenjen. Privatni pothvat dizajniranja ciljanog tenka i ispunjenog jednakim zahtjevima je bio nešto malo veći Char Batignolles-Châtillon. Izvedeni prototip gore spomenutog srednjeg tenka napravljen je 1955. i dokazao je da je moguće proizvesti tenk s prvoklasnim topom koji ima oklopnu zaštitu prednjeg dijela ekvivalentnu s 80 mm debljine homogenog čeličnog oklopa i s ukupnom težinom od 30 tona. Ovaj prototip je ponovno probudio interes u razvoju srednjeg tenka.
Godine 1956. obrambena radna skupina Zapadnoeuropske unije zvana FINBEL (nazvana je prema Francuskoj, Italiji, Nizozemskoj, Belgiji i Luksemburgu), koja je osnovana 1953. i sastavljena od različitih stožera, konceptirala je odredbe specifikacija za novi srednji tenk koji bi na kraju zamijenio američke i britanske u službi u tim državama. Iste godine, Njemačka se pridružila radnoj skupini, što je promijenilo naziv skupine u FINABEL (dodano "A" označava Allemagne,  "Njemačku"  u Francuskoj) i 27. listopada 1956. u gradu Colomb-Béchar dogovoren je bilateralni sporazum između Francuske i Njemačke o suradnji u izgradnji tenka. Iako ostale države članice FINABEL-a nisu službeno sudjelovale, klasa je nazvana Europa-Panzer kako bi se naglasila povezanost projekta s Europom i stručnjaci iz svih zemalja članica su sudjelovali u procesu razvoja.
Specifikacije (FINABEL 2A5) za novi tenk su tražile laki i pokretni borbeni tenk, postavljajući limit težine na 30 tona i osobine teško oklopljenog vozila stavile kao kompromis. Francuski i njemački inženjeri su tijekom konferencije u Bonnu dana 13. veljače 1957. definirali potrebe za budući tenk. To uključuje maksimalnu širinu do 3,15 metara, visinu do 2,15 metara i 105 mm tenkovski top kojeg će razviti francusko-njemački vojni istraživački institut u gradu Saint Louis. Novi tenk je trebao imati zrakom hlađeni benzinski motor, torzijske poluge suspendirane s hidrauličnim šokovima, odnos snage i težine od barem 30 KS/t i radijus kretanja od 350 km. U svibnju, Italija se pridružila, bez ikakvog materijalnog doprinosa projektu zato što nakon rata nije imala biroe za razvoj tenkova. Iste godine, 28. studenog, francusko i njemačko ministarstvo obrane u Parizu su dogovorili ugovor koji će dopustiti objema državama da proizvedu dva prototipa odvojeno. Sljedeće godine, projekt je dobio prvu prijetnju kada je Charles de Gaulle preuzeo vlast u Francuskoj, stvarajući Petu republiku: ugovor u Parizu je kao glavni cilj imao razvoj zajedničkog nuklearnog oružja i 17. lipnja 1958., no de Gaulle je odlučio odbiti Njemačku i Italiju kako se ne bi protivio SAD-u i Ujedinjenom Kraljevstvu. Ovo je navelo Njemačku da izgubi interes za projekt razvoja zajedničkog tenka.
Francuski prototipovi su razvijeni i proizvedeni od strane Atelier de Construction d'Issy-les-Moulineaux pod upravom generala Josepha Moliniea od Direction des Études et Fabrications d'Armements (DEFA, kasnije Direction Technique des Armements Terrestres) i AMX-ovog glavnog inženjera Heisslera. Prvi prototip je dovršen u rujnu 1960., testiran od veljače 1961., a drugi s poboljšanim daljinomjerom i gusjenicama je dovršen u srpnju 1961. Ova prva vozila su imala vrlo zaobljenu kupolu, kao promišljena imitacija kupole sa sovjetskog T-54 i Sofam benzinski motor. Ostalih sedam s poboljšanom zaglađenom lijevanom kupolom su proizvedeni između 1961. i 1963. godine. Rad na njemačkim prototipovima su dodijeljena dvama timovima. Tim A se sastojao od tvrtki Porsche, Maschinenbau Kiel i Luther & Jung. Tim B se sastojao od tvrtki Ruhrstahl, Rheinstahl-HANOMAG i Henschel. Drvene makete u prirodnoj veličini su dovršene 1959., dok su prva dva prototipa dovršena do 1961. (dovršio ih je Tim A).

## Razvoj i opis
De Gaulle je odlučio da Francuska, iako službeno i dalje ostaje članicom, ne će sudjelovati u NATO savezu. Ova odluka je prouzročila puknuće veza između Francuske i Zapadne Njemačke, koja je počela naglašavati važnost standardizacije s američkom opremom, osobito u naoružanju i provođenja nove NATO-ove politike uporabe dizelskih motora koji mogu rabiti više vrsta goriva. Njemački ministar obrane Franz Josef Strauss počeo se protivit projektu zajedničkog tenka. U srpnju 1963. Njemački odbor za obranu Bundesrat je odlučio naručiti "čistokrvni" njemački tenk. Francuska vlada je kao odgovor na njemačku odluku postupila na isti način.
Unatoč tome usporedna testiranja su održana u Mailly-le-Campu, Meppenu, Bourgesu i Satoryu između 5 francuskih i 5 njemačkih prototipova u vremenu od kolovoza do listopada 1963. pod talijanskim, nizozemskim, belgijskim i američkim nadzorom. Francuski prototip je dobio odvojenu nacionalnu oznaku - AMX 30. Testiranja su pokazala da njemački prototip, koji je 1. listopada isto dobio svoje nacionalno ime Leopard, ima puno bolju pokretljivost i akceleraciju. Francuska vlada je izjavila da ne će moći pokrenuti proizvodnju novog tenka do 1965., zato što su Nijemci odbili ugraditi francusko-njemački 105 mm tenkovski top. Umjesto njega, odabrali su britanski Royal Ordnance L7 koji je istog promjera, čijih su 1500 primjeraka naručili u jeseni 1962., a njemačka početna nastojanja da proizvode zajednički tip streljiva dostatne kvalitete u tvrtki Rheinmetall su propali. Prijedlog za spas projekta da se kombinira francuska kupola i njemačka šasija su propali. Kao rezultat svega, program je okončan, a francuska i njemačka strana su definitivno odlučile da će usvojiti dva odvojena tenka.
Prototipovi tenka AMX-30 su težili 32,5 tona i bili su zbijenih dimenzija. Bili su širine 3,1 metar što se može usporediti samo sa švicarskim Panzerom 61 i visinu 2,18 metara što se može usporediti samo sa sovjetskim T-55. U usporedbi s AMX-50, AMX-30 je imao konvencionalnu kupolu zato što je otkriveno da je puno teže zatvoriti oscilirajuće kupole od prodora radioaktivne prašine i vode kada je tenk u vodi. Oscilatorne kupole su imale i veliku balističku manu u području između spoja kupole i tijela tenka. Prva dva prototipa su originalno pogonili motori snage 720 KS zvani SOFAM 12 GSds koji su paljeni svjećicama. Kasnije je ugrađen dizelski motor koji može rabiti više goriva, razvijen u tvrtci Hispano-Suiza. Sedam prototipa tenka AMX-30 iz 1963. je kasnije nadograđeno s novim dizelskim motorom. Dva sljedeća prototipa koji su bili pred produkcijska vozila su dovršeni u studenom 1965.
Prva proizvodna inačica tenka AMX-30 nazvana je AMX 30B da bi se razlikovala od prototipova AMX 30A. Prvi primjerci su dovršeni u lipnju 1966., proizvedeni sa zavarenim i lijevanim tijelom tenka i u potpunosti lijevanom kupolom. Produkcijska inačica imala je borbenu masu od 36 tona. AMX-ova obrana i preživljavanje na bojištu je bazirana na pokretljivosti. Francuski inženjeri su vjerovali kako će tenkova pokretljivost biti od veće koristi nego običan čelični oklop. Kao rezultat njihovog mišljenja, AMX-30 je imao tanji oklop od većine ostalih glavnih borbenih tenkova koji su bili u to vrijeme u proizvodnji. Kupola je imala maksimalnu debljinu oklopa 50 mm, a bio je zakošen za 70o na prednjem dijelu i 23o na bočnim stranama, što je pružalo zaštitu od 20-milimetarskog penetrirajućeg  projektila. Vrijednosti za efektivne debljine ukošenog oklopa su: 79 mm za prednji dio tijela, 59 mm za dočni prednji dio tijela, 30 mm za stražnje bočne strane tijela, 15 mm za podnicu i krov tijela, 80,8 mm za čeoni oklop kupole, 41,5 mm za bočne strane kupole, 50 mm za stražnji dio kupole i 20 mm za krov kupole. Dodatna zaštita je ponuđena ugradnjom nuklearno, biološkog i kemijskog zaštitnog seta (NBK) u koji je uključen ventilacijski sustav.
Jedna od jedinstvenih karakteristika tenka AMX-30 je bio Obus à Charge Creuse de 105 mm Modèle F1 (Obus G) HEAT projektil i Modele F1 jednodijelni čelični 105 mm glavni top. Cijev topa je imala prstenove od legure magnezija kako prilikom zagrijavanja ne bi došlo do deformacije cijevi. HEAT bojna glava je patila od stabilizirane vrtnje zbog paljbe iz ožlijebljene cijevi topa, što je natjeralo Francuze da razviju granatu Obrus G, (Gresse). Projektil Obrus G je bio sastavljen od dva glavna dijela, uključujući vanjsku čahuru i suspendiranu unutarnju čahuru koje su međusobno odvojene kugličnim ležajem. To je omogućilo projektilu da se prilikom izlaska iz topa ne vrti i zbog toga je imao veću učinkovitost od normalno stabilizirane HEAT granate. Unutarnja čahura se nije vrtjela omogućujući bojnoj glavi da djeluje s maksimalnom učinkovitosti. Bojna glava koja je sadržavala 780 grama heksolitea i mogla je probiti 400 mm čeličnog oklopa. Bila je učinkovita protiv tenkova na udaljenostima do 3000 metara. Zbog toga što je kombinirala dobru učinkovitost penetracije i dovoljno veliki domet u svoje je vrijeme bila smatrana kao "idealna granata". AMX-30 je bio dizajniran i za paljbu OCC F1 Mle.60 visokoeksplozivnog projektila, SCC F1 trening granata i OFUM PH-105 F1 dimnih granata. Glavni top je bio suspregnut s trzajnom kočnicom, koja je imala maksimalni intenzitet od 400 mm i imala elevaciju od -8 stupnjeva do 20 stupnjeva. Naoružanje kupole je prošireno koaksijalno montiranom 12,7 mm M2 Browning strojnicom. Zapovjednik tenka je mogao rabiti 7,62 mm protuzrakoplovnu strojnicu postavljenu na krov kupole. Borbeni komplet se sastojao od 50 105 mm granata, 748 metaka za 12,7 mm strojnicu i 2.050 metaka za 7,62 mm protuzrakoplovnu strojnicu. Zapovjednik tenka je imao kupolu koja je nudila deset vizira za pregled u 360o i binokularni teleskop s uvećanjem 10 puta. Zapovjednik je imao i optički daljinomjer. Topnik je imao teleskopski vizir za top i dva periskopa za motrenje.
Serijska verzija AMX-30B je opremljena s Hispano-Suiza HS-110 dizelskim motorom koji je postavljen u stražnji dio tijela tenka. Dvanaestcilindrični motor obujma 28,8 litara i snage 720 KS (540 kW) mogao se na bojnom polju zamijeniti u 45 minuta. Maksimalna cestovna brzina tenka bila je 65 km/h. Tenk s maksimalnom količinom od 970 litara goriva u spremniku ima domet kretanja do 600 kilometara. Kao pogonsko gorivo može koristiti dizel, kerozin i benzin. Snaga motora se prenosi preko Gravina G.H.B.200C dvostruke centrifugalne spojke. Mjenjač je bio mehanički AMX 5-SD-200D s pet brzina za naprijed i pet za unatrag. Ova transmisija je bila po uzoru na transmisiju na njemačkom tenku Panther i bazirana je na projektu koje je započeo 1938. godine. Transmisija je bila od AMX-ovih glavnih promašaja i uzroka problema. Vozač je morao sam mijenjati brzine u točno određenim trenucima čak i ako se tenk kreće po teškom terenu. Tenkova težina je raspodijeljena na pet dvostrukih kotača sa svake strane načinjenih od legure aluminija. Kotači su gumom presvučenim, i pokretali su gusjenice širine 570 mm. Tenk je mogao savladati vodenu prepreku dubine do 1,3 metra bez ikavke pripreme, do 2 metra s manjim pripremama i do 4 metra s punom pripremom. Puna priprema uključivala je dodavanjem disalice, instalaciju prednje ploče koja se postavila na prednji dio tijela preko otvora za hlađenje motora i postavljanjem infracrvene vozačke opreme koja je uključivala i reflektor. Godine 1969. napravljeno je jedno specijalno vozilo za trening zarona. Vozilo je nazvano AMX 30 Gloutte (od francuskog faire glouglou, "grgljati") i bilo je bez gusjenica i motora. Mogao se preko rampe mogli spustiti u vodu uz pomoć vitla. Bio je opremljen s cijevi za brzi bijeg iz vozila.

### Modernizacija
Tijekom proizvodnje napravljene su mnoge izmjene i poboljšanja. One uključuju ugradnju stabilizacije topa od 1971. godine i od 1972. zamjena originalne koaksijalno ugrađene teške strojnice s višenamjenskim M-693 F2 20 mm automatskim topom koji se rabi protiv lako oklopljenih vozila i niskoletećih zrakoplova i helikoptera, s mogućnošću elevacije od -8 do 40 stupnjeva. Automatski top može gađati ciljeve na zemlji na udaljenostima do 1500 m ili niskoleteće ciljeve (Helikoptere) do 1000 m udaljenosti. Svi tenkovi u francuskoj vojsci su na kraju dovedeni na taj noviji standard; klasifikacijska oznaka je i dalje ostala AMX 30B.
Početkom 1973., samo sedam godina nakon početka serijske proizvodnje, francuzi su započeli program razvoja buduće modernizacije tenka. Rezultat tog programa bio je  AMX 30 Valorisé ("poboljšani AMX-30"). U lipnju 1979. francuska vojska je odlučila izgraditi nove ali i modernizirati postojeće tenkove AMX-30 s poboljšanim sustavom za upravljanje paljbom (SUP) i novom transmisijom i označiti ih kao AMX-30B2. Prvi novo proizvedeni tenk je ušao u službu u siječnju 1982. Novi COTAC APX M-508 sustava za upravljanje paljbom uključivao je ugradnju laserskog daljinomjera i termovizije. Iako je bilo ideja da se promjer glavnog topa poveća sa 105 mm na 120 mm, to nije napravljeno. Umjesto većeg topa poboljšano je streljivo za 105 mm top. Uvedena je nova stabilizirana probojna granata (APFSDS). Izvorni motor je zamijenjen za poboljšanu verziju znanu kao HS-110.2 maksimalne snage 680 KS (510 kW). Slaba transmisija je zamijenjena s poluautomatskom SESM ENC200 transmisijom s hidrodinamičkim pretvaračem okretnog momenta i hidrostatičkim uređajem za upravljanje. Suspenzija je bila poboljšana usvajanjem novih torzijskih poluga i šokova kojima je povećan vertikalni otklon kotača koji nose gusjenice i sveukupno je povećana tenkova terenska (eng. off-road) pokretljivost. Od 1998. francuska vojske je započela zamjenu motora u AMX-30 tenkovima i njegovim inačicama s 500 Renault Mack E9 motora snage 750 KS.
U devedesetima razvijen je i eksplozivno-reaktivni oklop nazva BRENUS ili Brennus, koji je bio namijenjen postavljanu na AMX-30B2 inačicu tenka, ali su ovim dodatnim oklopom opremljene samo dvije tenkovske pukovnije, koje su u vrijeme mira u sastavu 1. i 2. pukovnije unutar francuskih brzih snaga. Ostale dvije pukovnije u svom sastavu imaju AMX-30 tenkove na koje je moguće postaviti novi oklop. Oklop BRENUS se sastoji od 112 GIAT BS (Brique de Surblindage) G2 eksplozivno-reaktivne kutije čija je ukupna težina 1,7 tona. Ovaj oklop pruža zaštitu istovjetnu s homogenim čeličnim oklopom postavljenim pod kutom od 60o.
U novije vrijeme AMX-30 se koristi kao testna platforma za nekoliko „stealth“ tehnologija, uključujući zračno hlađenje površine tijela tenka i uporaba vizualnih kamuflaža. Ovaj prototip je znan i kao Démonstrateur Furtif à Chenille.  Njegovo tijelo i kupola su u potpunosti prekriveni s nadgradnjom konstruiranom s pločama stavljenim pod određenim kutom napravljenih od materijala koji upija radarsko zračenje.

### Usporedba sa sličnim tenkovima
|                               | M60A3 Patton             | Leopard 1                | AMX-30                      | T-55                        | T-62                      |
| ----------------------------- | ------------------------ | ------------------------ | --------------------------- | --------------------------- | ------------------------- |
| Masa                          | 55,6 tona                | 42,2 tona                | 36 tona                     | 36 tona                     | 40 tona                   |
| Top                           | 105 mm L7A3 ožlijebljeni | 105 mm L7A3 ožlijebljeni | 105 mm L/56 F1 ožlijebljeni | 100 mm D-10T2S ožlijebljeni | 115 mm U-5T glatkocijevni |
| Streljivo                     | 63 granate               | 55 granata               | 50 granata                  | 43 granate                  | 40 granata                |
| Doseg                         | 480 km                   | 600 km                   | 600 km                      | 500 km                      | 450 km                    |
| Snaga motora                  | 560 kW (750 KS)          | 620 kW (830 KS)          | 510 kW (680 KS)             | 430 kW (580 KS)             | 430 kW (580 KS)           |
| Najveća brzina (na cesti)     | 50 km/h                  | 62 km/h                  | 65 km/h                     | 50 km/h                     | 50 km/h                   |
| Oklop (prednja strana kupole) | 254 mm                   | 60 mm zaobljena          | 80,8 mm                     | 203 mm                      | 242 mm                    |
| Oklop (čeona ploča tijela)    | 266,7 mm LOS             | 70 mm pod 60°            | 79 mm LOS                   | 97 mm pod 58°               | 102 mm pod 60°            |

## Inačice
AMX-30 ima veliki broj različitih inačica, uključujući velik broj ostalih oklopnih vozila baziranih na istoj šasiji. Pojednostavljena inačica tenka (zvana „osnovni AMX-30“, eng. "basic AMX-30") namijenjena izvozu je dizajnirana bez infracrvenog vizira, periskopa i manje kompleksne zapovjednikove kupole. Ova inačica je i bez hermetičkog filtra za zrak, a manja 7,62 mm strojnica je montirana koaksijalno dok je veća 12,7 mm M2 strojnica pomaknuta na krov kupole. Razmatrana je i još jedna inačica tenka za francusku vojsku u čiju je kupolu ugrađen 142 mm tenkovski top sposoban ispaljivati supersonične ACRA (Anti-Char Rapide Autopropulsé) protutenkovske projektile i visokoeksplozivne granate. Prototip ove verzije je dovršen 1967. godine s novom lijevanom kupolom koja je dovoljno široka da primi naoružanje puno većeg kalibra. Međutim visoka cijena ACRA projektila natjerala je francusku vojsku da napusti program 1972. godine. Vozila bazirana na AMX-ovoj šasiji uključuju oklopno vozilo za popravke, nosač sklopivog mosta, samohodni protuzrakoplovni top, lansirno vozilo za taktički nuklearni projektil i samohodnu haubicu.

### AMX-30D
Oklopno vozilo za popravke (Inženjersko vozilo), znano kao AMX-30D (AMX-30 Dépanneur-Niveleur) dizajnirano je kako bi moglo popraviti ili pomoći glavnim borbenim vozilima na bojištu. Rad na AMX-30D vozilu je počeo 1966. kao dio istraživanja francuske vojske u svrhu razvoja vozila za popravak primarno namijenjen popravku AMX-30 tenkova. Prototip vozila je proizveden i dostavljen na testiranja 1971. godine, a u veljači 1973. prva pred serija od pet vozila je predana vojsci. Iste godine, dodatnih 100 AMX-30D je naručeno, a njihova proizvodnja je započela 1975.  Vozilo za popravke je bilo opremljeno s vitlom koje je pokretano uz pomoć motora vozila, s mogućnošću izvlačenja maksimalno 35 tona težine. Vozilo je imalo i teški vučni kabel dužine 80 metara, dok je dodatni vučni kabel bio dužine 120 metara i kompatibilan s vučom do 20 tona težine kada se radi o izvlačenju vozila koje se nalazi ispred prednjeg djela AMX-30D. U drugačijim slučajevima vozilo mora biti osigurano s pomičnim rekvizitima koja se nalaze na vozilu i lopatica buldožera mora biti spuštena na zemlju. Kran može podići 3,29 tona težak motor i 10 tona tešku kupolu. Umjesto kupole AMX-30D ima krovnu nadgradnju i teži 36 tona, iako s ugrađenim jačim pogonskim motorom može težiti do 40 tona. Vozilo za samozaštitu ima postavljenu 7,62 mm strojnicu. AMX-30D ima maksimalnu cestovnu brzinu od 60 km/h i maksimalan domet do 500 km.

### AMX-30H
AMX-30 nosač mosta ili Poseur de pont sastoji se od AMX-30 šasije s kutijastom krovnom nadogradnjom koja nosi sklopivi most. Most je dug 22 metra i može pružiti prijelaz preko površine širine do 20 metara. Most je širok 3,1 metar, ali širina se može povećati na 3,95 metara koristeći dodatne ploče. Može izdržati težinu do 46 tona. Razvoj nosača mosta započeo početkom 1963., iako razvoj prototipa nije počeo do srpnja 1967. godine. Prototip je dovršen 1968. i nazvan AMX-30H, ali nije prihvaćen za danji razvoj do rujna 1971. kada se naručuje prva pred serija od 5 vozila. Vozila su dostavljena 16. listopada 1972. nakon čega su ocjenjivana i testirana. Godine 1975. AMX-30H je proglašen standardnim sklopivim mostom u francuskoj vojsci iako niti jedno serijsko vozilo nikada nije naručeno.

### AMX-30DCA
Razvoj samohodnog zrakoplovnog topa je započeo 1969. za moguću potrebu francuske vojske i za izvoz. Iako francuska vojska nije naručila niti jedan primjerak ovog vozila, 1975. Saudijska Arabija je naručila poboljšanu verziju označenu kao AMX-30SA. Sustav je postavljen na šasiju AMX-30 i razvijen za obranu protiv nisko letećih prijetnji. Glavne dijelove sustava čine dva Hispano-Suiza 30 mm 831 A automatska topa, usklađenih s Oeil-noir sustavom za upravljanjem paljbe (SUP). Isti sustav je već otprije bio instaliran na šasiju lakog tenka AMX-13. Proizvodnja ovog vozila započela je 1962., a postavljanje na AMX-30 omogućilo je veću šasiju na koju bi S 401 A kupola mogla biti montirana uz vrhunsku mobilnost. Teža šasija AMX-30 također je omogućila stabilniju platformu za topove i omogućila da se uz sustav nosi puno više potrebne municije (1200 metaka u usporedbi sa 600 koliko je nosio AMX-13). Topovi su napravljeni da mogu ispaljivati 5 metaka ili 15 metaka u jednom ciklusu s maksimalnom brzinom paljbe od 650 metaka u minuti. Topove kontrolira analogno računalo koje je primalo podatke s Doppler radara koji se, kada nije bio u uporabi, mogao spustiti u oklopnu kutiju da se zaštiti od oštećenja. Radar je ovisio o vizualnom praćenju mete tako da je mogao raditi samo po vedrom vremenu.

### Samohodni lanseri
Tri raketna sustava su bila razvijena za montažu na tijelo tenka AMX-30.

#### Pluton
Prepoznajući potrebu za samohodnim lanserom taktičkih nuklearnih raketa francuska vojska je započela razvoj rakete Pluton 1963. Sljedeće godine, 1964. program je bio zaustavljen i umjesto njega francuska vojska se opredijelila za raketu velikog dometa kompatibilnu s lansiranjem s lansera montiranog na šasiju vozila AMX-30. Ugovor za razvoj sustava je osnovan 1968. Prvi prototip je ubrzo dostavljen i testiran između srpnja i kolovoza 1970., nakon čega je izrađen drugi prototip 1971. Još dva prototipa su proizvedena 1972. Sljedeće godine vozilo je ušlo u serijsku proizvodnju i do 1. svibnja 1974. četiri vozila su dostavljena 3. Topničkoj pukovniji (eng. 3rd Artillery Regiment). Sama raketa teži 2,4 tone i dugačka je 7,6 metara. Rabeći pojednostavljeni sustav vođenja i raketni motor, raketa Pluton je imala maksimalan domet od 120 km.

#### AMX-30R
Drugi raketni sustav je AMX-30R (Roland), platforma za lansiranje Roland raketa zemlja-zrak. Razvoj ovog vozila je započeo 1974. godine. Pet vozila je proizvedeno u prvoj pred seriji koja je dovršena do 1977., a već iste godine je naručeno 183 ovakvih vozila. Sustav Roland je uključivao pravokutno nadgrađe, više od onog na AMX-30D i Pluton, u koje se nalazio radarski sustav i na kojem su montirane dvije lansirne tube na svakoj strani, s automatskim sustavom za punjenje koje je pohranjivalo 8 raketa u rezervi unutar tog nadgrađa. Rolandov istraživački radar je imao domet 16 km.

#### AMX-30SA
Treći raketni sustav, zvan AMX-30SA je razvijen 1975. za Saudijsku Arabiju. Sustav se sastojao od lansera za rakete zemlja-zrak SA-10 Shahine koje je razvio i proizvodio Thomson-CSF. Lansirno vozilo je bilo skoro u potpunosti bazirano na AMX-30R vozilu.

### AMX-30 AuF1
AMX 30 AuF1 punim imenom Canon automoteur de 155 GCT (Grande Cadence de Tir, velika brzina paljbe) je razvijen na temelju šasije AMX-30 kako bi pružio taktičku topničku potporu jedinicama u francuskoj vojsci. U veliku kupolu je montirana 155 mm haubica duljine cijevi 40 kalibara. Haubica je opremljena automatskim punjačem koji omogućuje maksimalnu brzinu paljbe od osam granata u minuti, a maksimalni domet joj je 23,5 km. Kupola omogućuje elevaciju topa do 66 stupnjeva i može se okrenuti u svih 360 stupnjeva. Vozilo u tijelu nosi 42 granate. Odluka o dizajniranju samohodne haubice datira još iz 1969. s prvim dovršenim prototipom 1972. godine. Do 1979. napravljeno je ukupno 7 prototipova i šest pred serijskih vozila, nakon kojih je proizvedeno 110 samohodnih haubica. Ova narudžba je kasnije povećana na 190 haubica.

### AMX-30S
Verzija AMX-30S izvedena je 1973. godine i namijenjena je izvozu u zemlje s tropskom klimom. Jedina vidljiva razlika od standardnog tenka AMX-30 je postojanje štitnika gusjenica. Ovaj tenk ima i slabiji motor (405 kW) i vodeno hlađenje. AMX-30S licencirano se proizvodio u španjolskoj, a izvezen je u Saudijsku Arabiju.

### AMX-32
Prvi prototip poboljšanog AMX-30 tenka za izvoz, znan kao AMX-32 je otkriven javnosti u lipnju 1979. Originalno namijenjen kao alternativa za AMX-30B2, AMX-32 je imitirao oklop sa zrakom između dvije ploče kojeg su Nijemci uspješno primijenili na tenku Leopard 1A3 i A4. AMX-32 je tako imao veću razinu oklopne zaštite i veću šansu za preživljavanje na bojištu od svojeg prethodnika AMX-30S. Automatski top promjera cijevi 20 mm je postavljen koaksijalno s glavnim topom, dok je 7,62 mm strojnica bila montirana na krov kupole. Međutim, nije bilo zainteresiranih kupaca.

## Izvoz
Izrael se u veljači 1964. odlučio za proizvodnju vlastitog tenka. Prva razmatrana mogućnost je bila proizvodnja tijela tenkova AMX-30 pod licencom u Izraelu, dok bi se kupole radile u Francuskoj. Međutim, Izrael je kao prioritet stavio oklopnu zaštitu umjesto pokretljivosti, pa je general major Israel Tal prekinuo pregovore s Francuskom nakon što je 1966. postignut dogovor s Ujedinjenim Kraljevstvom oko proizvodnje tenka Chieftain u Izraelu pod licencom.
Francuska je također propustila priliku da svoj tenk prodaju u ostale dvije FINABEL nacije, Belgiju i Nizozemsku. Nizozemci su odustali od projekta, tako da nisu ni testirali tenk, a Belgija je naručila njemačke tenkove Leopard 1 nakon što je Francuska odbila prepustiti proizvodnju nekih dijelova AMX-30 tenka u Belgiji jer se bojala da bi se time povećala ukupna cijena AMX-a.
Zbog svoje cijene koja je bila niža od konkurencije i lakoće održavanja tenka, kupnju AMX-30 su preferirale manje razvijene i siromašnije zemlje.
Grčka je 1969. naručila ukupno 190 tenkova AMX-30 i 14 AMX-30D, čime je postala prva zemlja u koju je izvezen francuski tenk. Kroz 1960-te, Španjolska je razmatrala oba, AMX-30 i Leopard 1 koje bi uklopila u postojeće snage koje su se sastojale od američkih M47 i M48 Pattona. Naposljetku Španjolska se odlučila za AMX-30 iz više razloga, uključujući i Britansku nespremnost na prodaju L7 tenkovski top fašističkom režimu, a i francuzi su kao mogućnost ponudili proizvodnju tenka AMX-30 u Španjolskoj. Španjolska je naručila 19 tenkova 1970., a kasnije je dogovorena proizvodnja još 180 tenkova u Španjolskoj. Godine 1979. Španjolska je započela proizvodnju druge serije od 100 tenkova, predavši ukupno 299 AMX-30 španjolskoj vojsci. Službena oznaka za ove AMX-eve proizvedene u španjolskoj je bila AMX-30E. Dodatno je kupila 10 AMX-30D i 18 AMX-30R. Kako je proizvodnja AMX-30E tenkova završila 1979., španjolska vojska je počela tražiti rješenja za modernizaciju kako bi poboljšala mobilnost tenka. Godine 1987. je započela šestogodišnji program modernizacije kojim je 150 tenkova dovedeno na standard AMX-30EM2 i poboljšala ostalih 149 tenkova na AMX-30EM1 standard. AMX-30EM2 je imao kompletnu nadogradnju. Poboljšana je tenkova pokretljivost ugradnjom novog motora i mjenjača. Vatrena moć je povećana uvođenjem novog kinetičkog penetratora u streljivo tenka zajedno s ugradnjom mnogo kompliciranijeg i učinkovitijeg sustava za upravljanje paljbom za topnika i još neke sitnice. AMX-30EM1 je nazvan „rekonstrukcijom“ i ovim standardom su samo poboljšana vozna svojstva. Ugrađena je nova transmisija i zamijenjeni mnogi istrošeni dijelovi poput kočnica, kontrola i pokazivača. Ti rekonstruirani AMX-30EM1 su vrlo brzo zamijenjeni s američkim M60 Pattonima ranih 1990-ih, dok su AMX-30EM2 kasnije zamijenjeni s talijanskim lovcima tenkova B1 Centauro.
Francuska je 1972. potpisala ugovor sa Saudijskom Arabijom o prodaji 190 tenkova AMX-30S, koji su projektirani za pustinjske uvjete i potrebe zemalja Bliskog Istoka. Prema ugovoru naziva „Palmier Contract“, saudijski tenkovi su bili isporučeni između 1973. i 1979., dok je 59 AMX-30D izvezeni između 1975. i 1979., 12 AMX-30P između 1977. i 1979. i na kraju 51 samohodna haubica između 1979. i 1980. godine. Između 1979. i 1981. Saudijska Arabija je dobila 52 AMX-30SA i kasnije 50 AMX-30C1 „Shanine-2“ koji su dostavljeni u dvije serije između 1980. i 1989. godine. Do 21. stoljeća 50% saudijskih AMX-30 se nalazilo u pričuvi, najviše zbog njegove nemogućnosti da se nosi s modernijim protivnicima kaos što su Irački T-62 i T-72 i izraelska Merkava. Velik broj ih je povučeno iz služe nakon narudžbe 315 američkih tenkova M1A2 Abramsa 1989. godine i primanjem u službu 450 M60A3 Patton tenkova. Iako je Saudijska Arabija planirala naručiti više M1 tenkova, iz financijskih razloga to nije mogla učiniti pa su tenkovi AMX-30 i dalje ostali u službi.
Venezuela je prvotno naručila 142 tenka 1972. godine, iako je kasnije taj broj smanjen na 81 tenk AMX-30 i četiri AMX-30D. Sredinom 1980-ih, Venezuela je prihvatila plan modernizacije svojih AMX-30 tenkova promijenivši originalni motor s novim dizelskim Continental AVDS-1790-5A snage 908 KS (677 kW) i zamijenivši staru transmisiju s Allison CD-850-6A. Venezuela je u svoje tenkove ugradila i nove tankove benzina čime je povećala cestovni domet tenka na 720 km. Vatrenu moć je poboljšala zamjenom starog sustava za upravljanje paljbom za moderniji. Francuska i Katar su 1977. potpisali sporazum čime je Francuska garantirala prodaju 24 tenka AMX-30, čiji se ukupan broj kasnije povećao na 52 jer je Katar naručio još 30 AMX-30B2 tenkova 1987. godine. Ujedinjeni Arapski Emirati su 1977. naručili 64 tenka i jedno oklopno vozilo za popravak, kako bi tim tenkovima popunili jednu oklopnu brigadu 1977. godine. Tijekom političkih sporova oko Čilea i Argentine, tijekom kojih je Čile naručio 46 tenka, ali je ta brojka smanjena na 21 zato što je ugovor poništen od strane francuske vlade 1981. godine. Cipar je 1982. kupio ukupno 16 AMX-30B2 tenkova i jedan AMX-30D, a kasnije je naručio još 36 tenka AMX-30B2. Ukupna brojka proizvedenih AMX-30 tenkova i njegovih inačica je 3.571 vozilo.
Kasnije su mnoga rabljena vozila prodana drugim državama. Cipar je 2005. kupio 52 AMX-30 od Grčke i 102 AMX-30B2. Bosna i Hercegovina je kupila 32 tenka AMX-30 od UAE. Broj tenkova u francuskoj vojsci je smanjen na oko 250 AMX-30B2 tenkova.

## Borbena povijest
Katarski AMX-30 tenkovi su korišteni tijekom Zaljevskog rata u "Bitci za Khafji", gdje su 30. siječnja 1991. sudjelovali u katarskom protunapadu s ciljem da ponovno preuzmu kontrolu nad gradom Khafji kojeg su noć prije okupirale iračke snage. Tijekom te akcije, katarski tenkovi AMX-30 su uništili tri iračka T-55 i zarobila četiri. Najmanje jedan katarski AMX-30 je izgubljen tijekom bitke.
Francusko sudjelovanje u Zaljevskom ratu, kodnog imena Opération Daguet, tijekom koje je transportirana "6. Laka oklopna brigada" (fran. 6e Division Légère Blindée), u čijem su se sastavu najvećim djelom nalazila vozila AMX-10RC brze izvidničke pukovnije, ali i teže oklopne snage u sastavu "4. pukovnije" (fran. 4e Régiment de Dragons) su poslane u regiju s 44 AMX-30B2 tenka. Eksperimentalno se uvela nova pukovnijska organizacijska struktura s 3 divizije po 13 tenkova, zapovjednim tenkom i šest vozila u pričuvi, umjesto normalne organizacije snaga od 52 vozila zajedno. Dopremljeno je i šest starijih AMX-30B, opremljenih sa sovjetskim valjkom za razminiranje koje je francuskoj dala Njemačka iz zaliha Istočne Njemačke. Tih šest tenkova opremljenih s valjkom za razminiranje su nazvani AMX 30 Demin. Vozilima su upravljale profesionalne i dobro obučene posade bez ročnika. „Daguet Division“ je bila pozicionirana istočno od koalicijskih snaga i imala je zadaću štiti desni bok američkog 18. padobranskog korpusa (eng. XVIII Airborne Corps). Ovakav razmještaj je dao francuskim zapovjednicima veću samostalnost a i smanjena je mogućnost vjerojatnosti nailaska na iračke T-72, koji su bili superiorni nad AMX-10RC i AMX-30B2 vozilima. S početkom kopnene ofenzive 24. veljače 1991. francuske snage su krenule u napad na svoju prvu metu, "Objective Rochambeau", kojeg je branila iračke 45. pješačka divizija. Prodori helikoptera Gazelle pokrili su put za napad "4. pukovnije" (fran. 4e Régiment de Dragons). Demoralizirana zbog koalicijskog teškog bombardiranja iračka obrana se vrlo brzo predala. Sljedeći dan, "4. pukovnija" je krenula na drugi zadatak, "Chambord", gdje su priopćili da su uništili 20 tenkova, tri BMP-a, petnaest kamiona i pet minobacača uz asistenciju USAF-ovih A-10 Thunderbolta II i zarobili dosta vojnika. Zadnji cilj je bila AS-Salman zračna baza ("Objective White") koja je osvojena do 18:15 nakon napada iz više smjerova, s "4. pukovnijom" koja je napadala s juga. Sve u svemu, tenkovi AMX-30 su ispalili 270 tenkovskih granata.

## Korisnici

### Postojeći korisnici
- Bosna i Hercegovina
- Cipar
- Katar
- Saudijska Arabija
- Ujedinjeni Arapski Emirati
- Venezuela

### Bivši korisnici
- Francuska
- Čile
- Grčka
- Španjolska

### Zajednički poslužitelj
|  | Zajednički poslužitelj ima stranicu o temi AMX-30    |
|  | Zajednički poslužitelj ima još gradiva o temi AMX-30 |